# Smečno
Smečno település Csehországban, a Kladnói járásban. Smečno Kačice, Hradečno, Hrdlív, Třebichovice, Slaný, Svinařov, Přelíc, Libušín és Ledce településekkel határos. Lakosainak száma 1977 fő (2024. január 1.).

## Népesség
A település lakosságának változását az alábbi diagram mutatja:
| Lakosok száma | 1490 | 2531 | 2953 | 2260 | 1788 | 1872 | 1965 | 1962 | 1936 | 1977 |
|               | 1869 | 1900 | 1921 | 1961 | 1980 | 2011 | 2016 | 2019 | 2021 | 2024 |